# Scipione d'Este
Scipione d'Este (Ferrara, 1498 – Casale Monferrato, 15 luglio 1567) è stato un vescovo cattolico italiano.

## Biografia
Nacque a Ferrara, capitale dell'omonimo ducato, nel 1498, figlio di Ercole d'Este. Questi, discendente di un figlio illegittimo del marchese Niccolò III, a sua volta aveva intrapreso la carriera ecclesiastica, divenendo vescovo di Comacchio.
Dopo la morte del duca Alfonso I, divenne ambasciatore di Ercole II presso l'imperatore Carlo V d'Asburgo, mentre nel 1538 divenne canonico della cattedrale di Ferrara.
Il 5 giugno 1555 papa Paolo IV lo nominò vescovo di Casale Monferrato. Assunse ufficialmente la carica il 21 settembre 1556.
Durante il suo episcopato si adoperò per riformare la diocesi. Nel 1557, a seguito della distruzione, da parte delle truppe francesi, dei conventi dei carmelitani e dei francescani, provvide al trasferimento di essi nella città, destinando ai primi la chiesa di Sant'Ilario e ai secondi quella di Sant'Antonio abate. Tra il 1556 e il 1560, in anticipo rispetto ai decreti tridentini, convocò il sinodo diocesano e compì la visita pastorale alla diocesi.
Dall'ottobre del 1561 al giugno del 1562 partecipò a quattro sessioni del Concilio di Trento. Si distinse durante le discussioni a riguardo dell'obbligo di residenza dei vescovi nelle diocesi, sostenendo che esso fosse di diritto divino. Nel 1565 prese parte al sinodo provinciale convocato dal cardinale Carlo Borromeo.
Nel 1563 fondò il seminario diocesano, mentre nel 1566 compì nuovamente la visita pastorale alla diocesi.
Morì il 15 luglio 1567 a Casale Monferrato, venendo sepolto nel coro della cattedrale. 

## Successione apostolica
La successione apostolica è:
- Vescovo Ferdinando Ferrero-Fieschi (1564)